# Bloque del motor

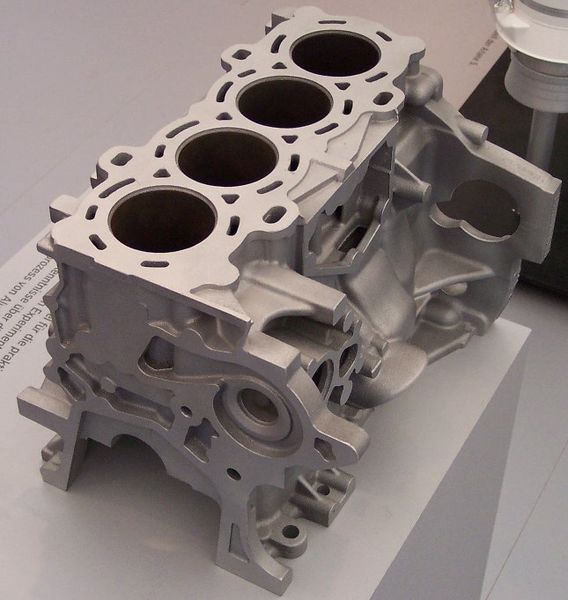
Bloque de aluminio de un motor de cuatro cilindros.

El bloque del motor, bloque motor, bloque de cilindros o monoblock es una pieza fundida en hierro o aluminio que aloja los cilindros de un motor de combustión interna, así como los soportes de apoyo del cigüeñal. El diámetro de los cilindros, junto con la carrera del pistón, determina la cilindrada del motor.

## Funciones

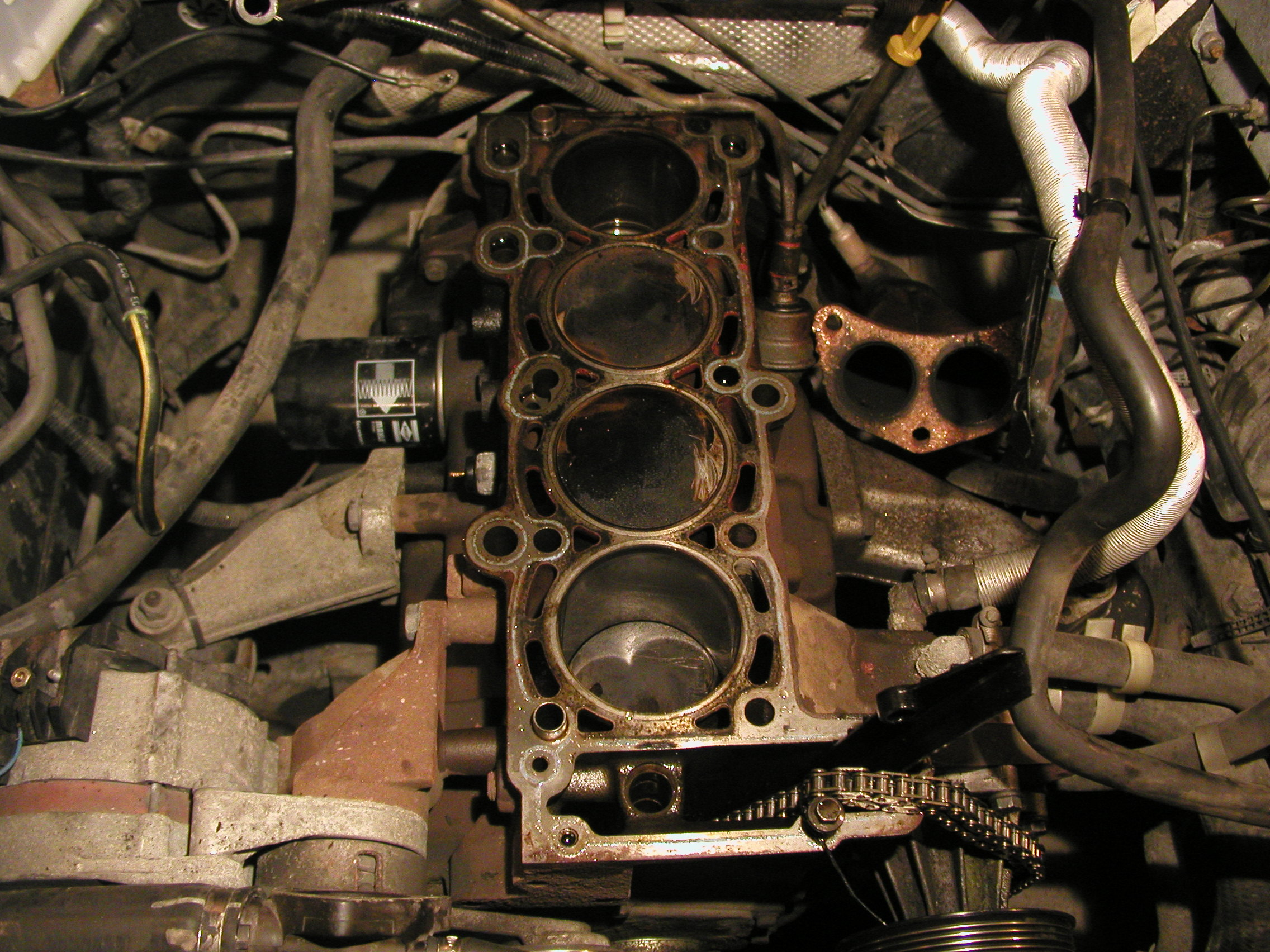
El bloque de un motor mostrando las aperturas de los cilindros.

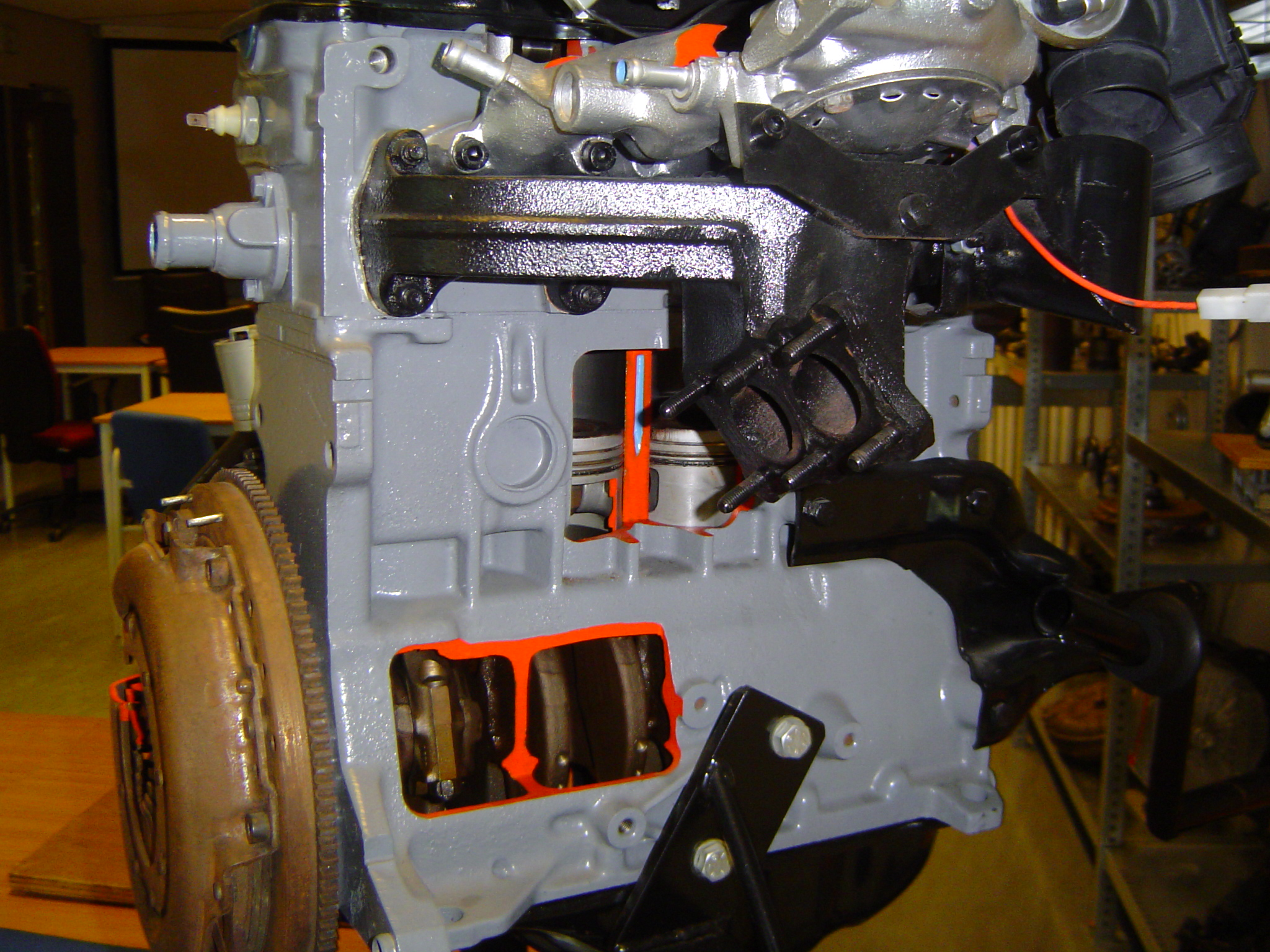
Bloque motor de fundición, seccionado (en gris) de un motor antiguo de automóvil.

La función del bloque es alojar el tren motriz alternativo, formado por el cigüeñal, las bielas y los pistones. En el caso de un motor con refrigeración líquida, la más frecuente, en el interior del bloque existen también cavidades formadas en el molde a través de las cuales circula el líquido anticongelante, así como otras tubulares para el aceite de lubricación, cuyo filtro también está generalmente fijo a la estructura del bloque.
Cuando el árbol de levas no va montado en la culata, como es el caso del motor OHV, existe un alojamiento con apoyos para el árbol de levas de las válvulas.
El bloque tiene conexiones y aperturas a través de las cuales varios dispositivos adicionales son controlados a través de la rotación del cigüeñal, como puede ser la bomba de agua, bomba de combustible, bomba de aceite y distribuidor, en los vehículos que los tengan.

## Material
Los materiales más usados son el hierro fundido y el aluminio, este último más ligero y con mejores propiedades disipadoras, pero de precio más elevado.
Resistiendo peor al roce de los pistones, los bloques de aluminio tienen los cilindros normalmente revestidos con camisas de acero.
El material del que son construidos los bloques tiene que permitir el moldeado de todas las aperturas y pasajes indispensables, así como también soportar los elevados esfuerzos de tracción de la culata durante la combustión y alojar a las camisas de cilindro por donde se deslizan los pistones. Asimismo, van sujetas al bloque las tapas de los apoyos del cigüeñal, también llamadas apoyos de bancada. Además, tiene que tener apoyos del cigüeñal reforzados.